# Pasir Tanjung
Pasir Tanjung is een bestuurslaag in het regentschap Bogor van de provincie West-Java, Indonesië. Pasir Tanjung telt 3732 inwoners (volkstelling 2010).